# Jakub Sadílek
Jakub František Sadílek (* 19. června 1978, Praha; rodným jménem František Sadílek) je český římskokatolický kněz a od roku 2017 provinciál (provinční ministr) řádu františkánů.

## Život
František Sadílek se narodil v Praze a vyrůstal na Malvazinkách, byl sportovně všestranný a soutěžně hrál fotbal. Nebyl věřící, ale po zhlédnutí evangelizačního filmu o životu Ježíše ve 12 letech konvertoval ke křesťanství a později, v roce 1992, přijal v katolické farnosti v Praze na Smíchově křest. Významně jej poznamenala smrt jeho bratra, který byl jako podnikatel v 90. letech zavražděn mafií. Oslovil jej život sv. Františka, se kterým sdílel jméno. Odmaturoval na smíchovském gymnáziu a poté odešel do bohosloveckého semináře. Po absolvování základní vojenské služby vstoupil k bratřím františkánům, kde složil v roce 2006 slavné sliby a v roce 2007 byl vysvěcen na kněze. Primiční mši svatou sloužil 24. června v kostele sv. Václava na Smíchově, ten samý den ještě sloužil děkovnou mši svatou v kostele Panny Marie Sněžné. Poté byl kaplanem ve farnosti Uherské Hradiště a působil také na Stojanově gymnáziu na Velehradě. Od roku 2009 měl na starosti formaci františkánských noviců, povolání a misií. Do roku 2017 zastával funkci moderátora spořilovské farnosti. Jelikož měl zájem o to sdílet víru i s nevěřícími, stál u zrodu městské evangelizace zvané Františkánské misie.
Dne 17. května 2017 byl zvolen provinciálem českých františkánů. Má rád fotbal a horskou turistiku.

## Galerie

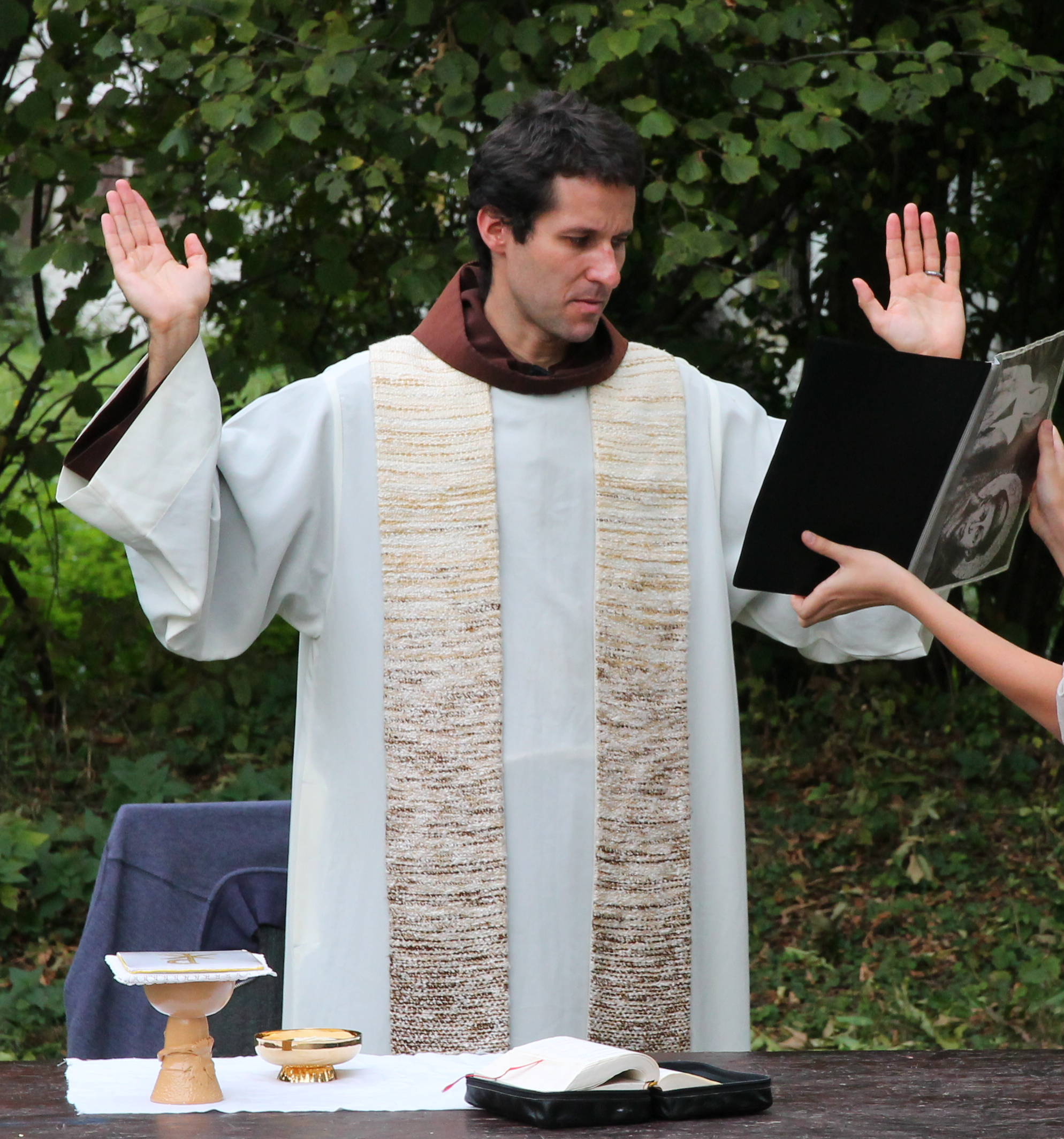
Jakub Sadílek slouží mši, 2015
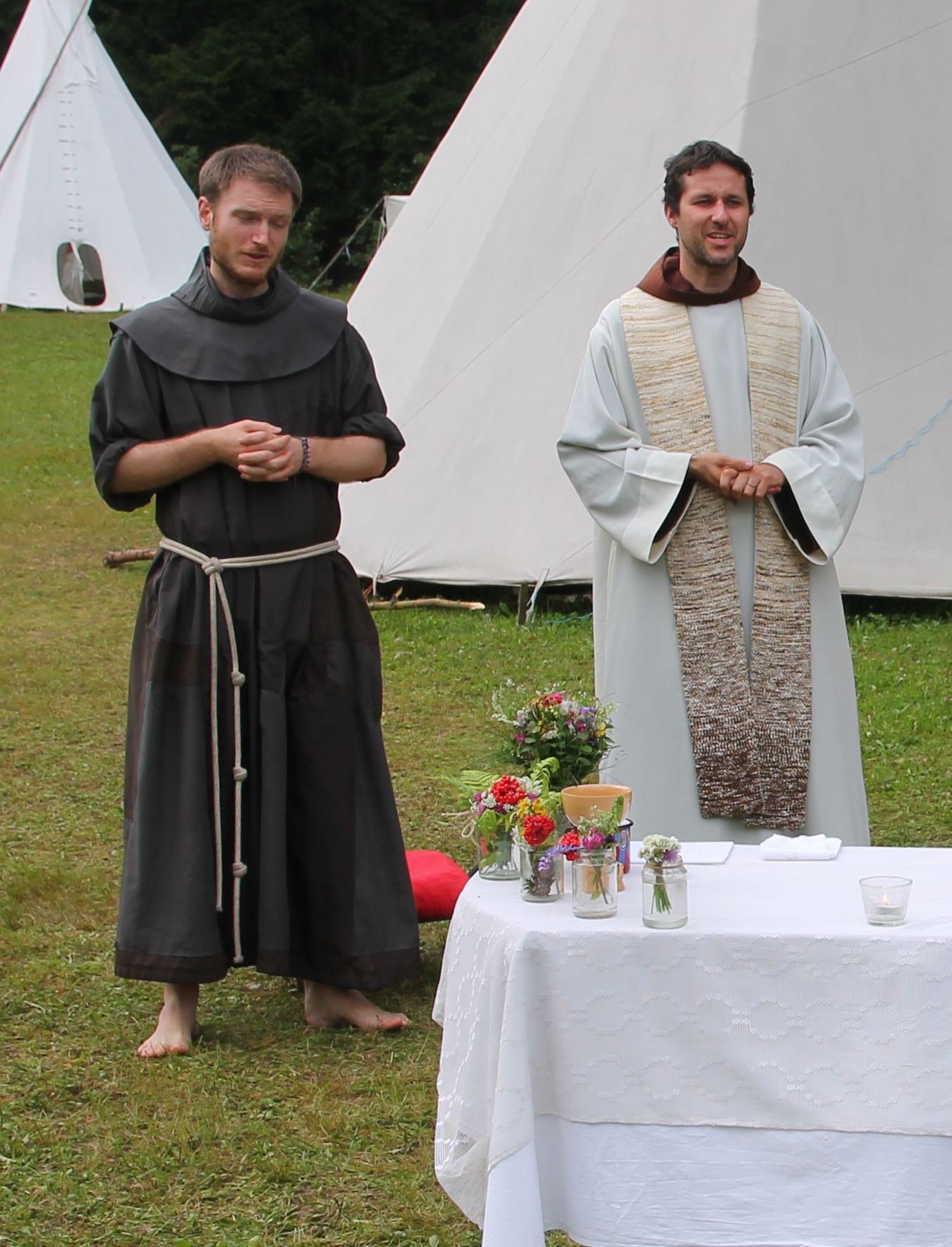
Společně s br. Šimonem
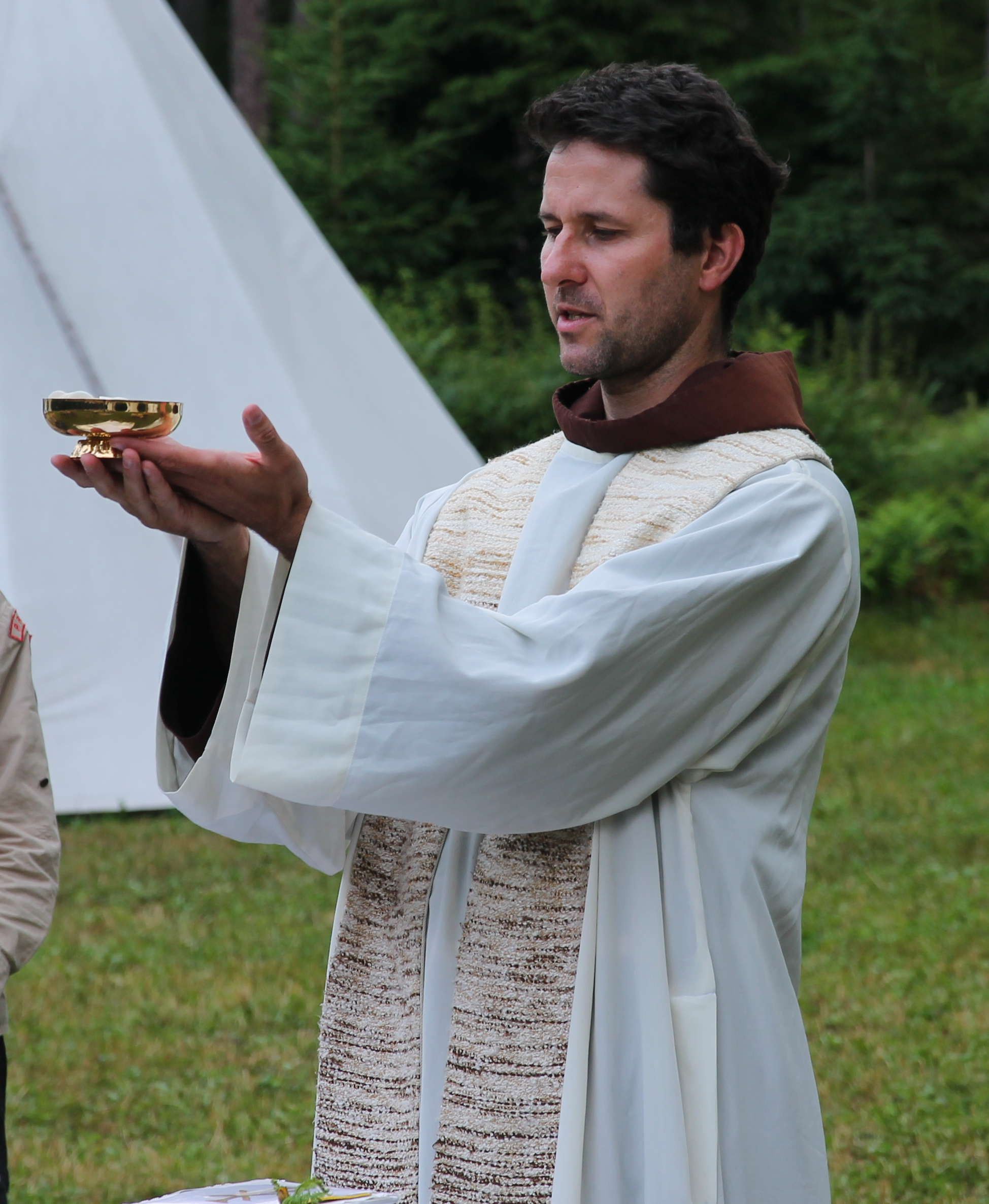
Jakub Sadílek slouží mši, 2019
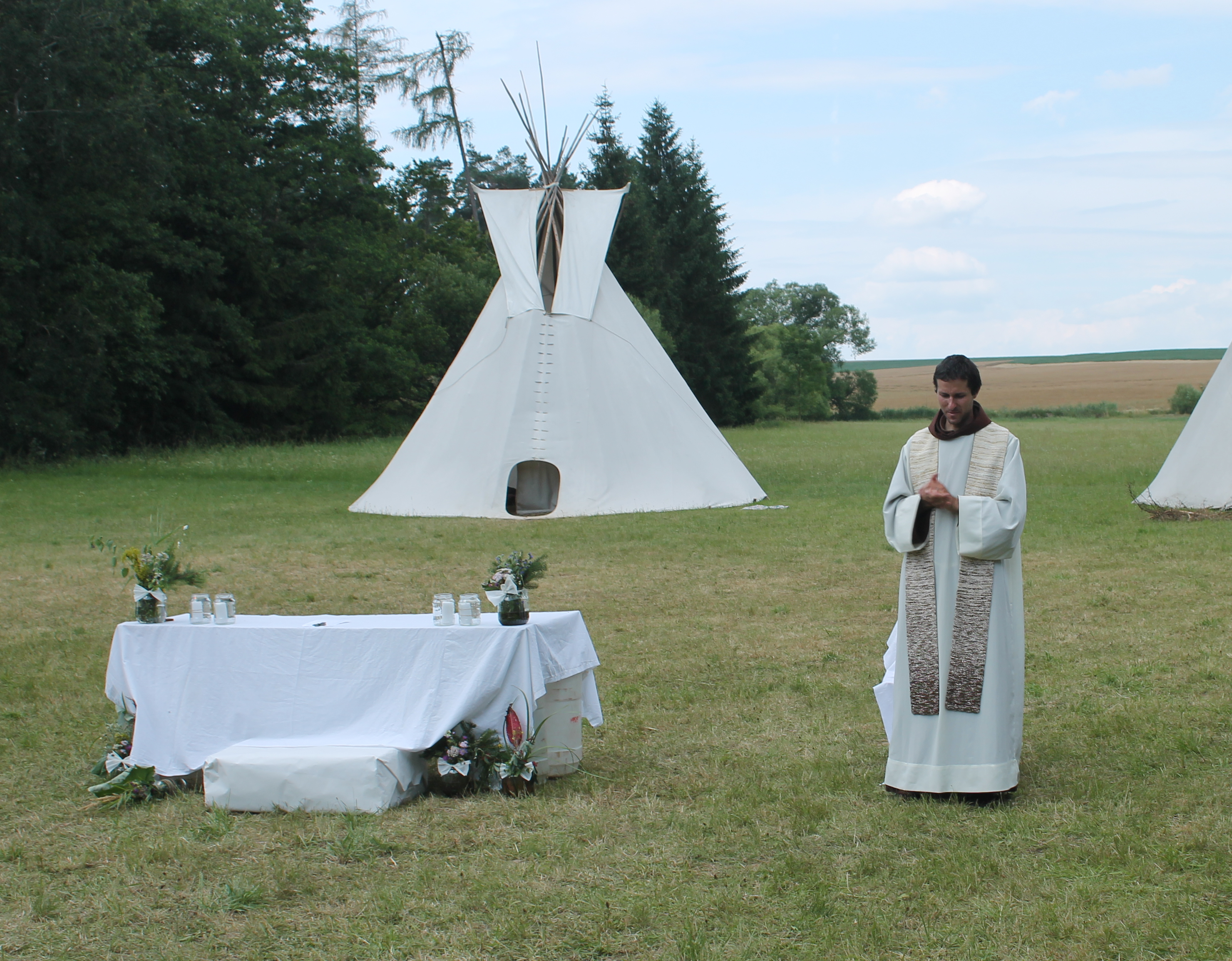
Během mše na skautském táboře
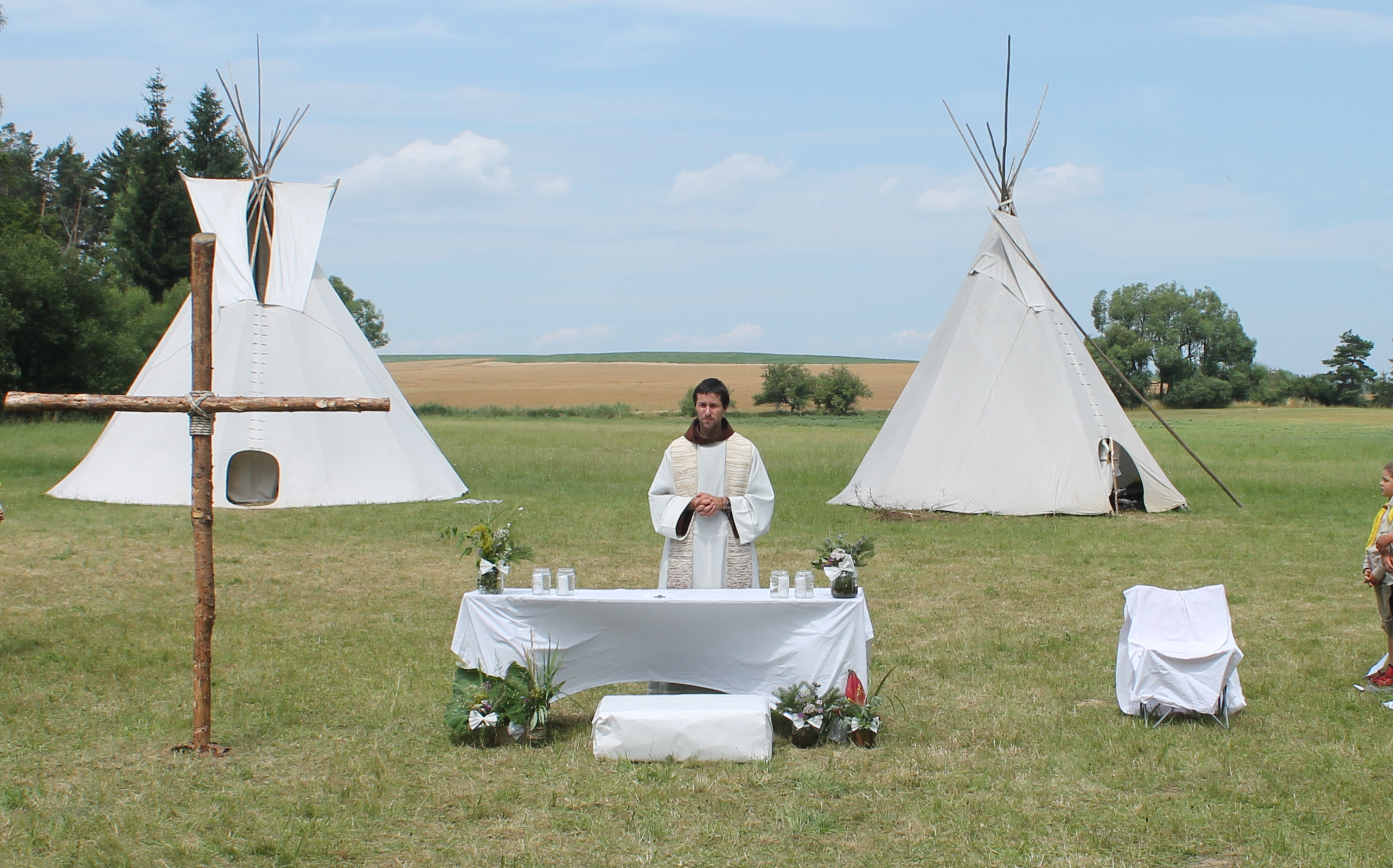
Během mše na skautském táboře